# Hamza el Dahri
Hamza el Dahri (Parigi, 5 marzo 2005) è un calciatore olandese, centrocampista dell'Almere City.

## Carriera

### Club
el Dahri è cresciuto nel settore giovanile dello Sparta Rotterdam, con cui dal 2022 al 2025 ha giocato con continuità nella terza divisione olandese con la squadra riserve e con cui ha debuttato in prima squadra il 1º novembre 2023 nell'incontro di Coppa d'Olanda vinto 2-0 contro l'IJsselmeervogels. Il 26 novembre ha esordito anche in prima divisione olandese contro l'Utrecht e due giorni dopo ha firmato il suo primo contratto professionistico.
Nell'estate del 2025 viene ceduto a titolo definitivo all'Almere City, club della seconda divisione olandese.

### Nazionale
Ha giocato nella nazionale olandese Under-19.

## Statistiche

### Presenze e reti nei club
Statistiche aggiornate al 17 marzo 2024.
| Stagione                     | Squadra                      | Campionato                   | Campionato | Campionato | Coppe nazionali | Coppe nazionali | Coppe nazionali | Coppe continentali | Coppe continentali | Coppe continentali | Altre coppe | Altre coppe | Altre coppe | Totale | Totale | Totale |
| Stagione                     | Squadra                      | Comp                         | Pres       | Reti       | Comp            | Pres            | Reti            | Comp               | Pres               | Reti               | Comp        | Pres        | Reti        | Pres   | Reti   |        |
| ---------------------------- | ---------------------------- | ---------------------------- | ---------- | ---------- | --------------- | --------------- | --------------- | ------------------ | ------------------ | ------------------ | ----------- | ----------- | ----------- | ------ | ------ | ------ |
| 2022-2023                    | Jong Sparta                  | 2D                           | 6          | 0          |                 | -               | -               |                    | -                  | -                  |             | -           | -           | 6      | 0      |        |
| 2023-2024                    | Jong Sparta                  | 2D                           | 10         | 3          |                 | -               | -               |                    | -                  | -                  |             | -           | -           | 10     | 3      |        |
| Totale Jong Sparta Rotterdam | Totale Jong Sparta Rotterdam | Totale Jong Sparta Rotterdam | 16         | 3          |                 | -               | -               |                    | -                  | -                  |             | -           | -           | 16     | 3      |        |
| 2023-2024                    | Sparta Rotterdam             | ED                           | 5          | 0          | CO              | 1               | 0               |                    | -                  | -                  |             | -           | -           | 6      | 0      |        |
| 2024-2025                    | Sparta Rotterdam             | ED                           | 0          | 0          | CO              | 1               | 0               |                    | -                  | -                  |             | -           | -           | 1      | 0      |        |
| Totale Sparta Rotterdam      | Totale Sparta Rotterdam      | Totale Sparta Rotterdam      | 5          | 0          |                 | 2               | 0               |                    | -                  | -                  |             | -           | -           | 7      | 0      |        |
| Totale carriera              | Totale carriera              | Totale carriera              | 21         | 3          |                 | 2               | 0               |                    | -                  | -                  |             | -           | -           | 23     | 3      |        |